# Савастенко, Евгений Ефимович
Евгений Ефимович Савастенко — советский хозяйственный и политический деятель.

## Биография
Родился в 1932 году в деревне Столбун. Член КПСС.
В 1954 году окончил Московский педагогический институт. Работал в партийных, советских и хозяйственных органах Гомельской области.
В 1966—1967 гг. — председатель Светлогорского районного исполнительного комитета.
В 1970 году окончил Белорусский политехнический институт, а в 1982 году — Академию общественных наук при ЦК КПСС.
В 1977—1978 гг. — председатель Гомельского горисполкома.
В 1978—1983 гг. — первый секретарь Гомельского горкома КП Белоруссии.
Избирался депутатом Верховного Совета Белорусской ССР 10-го созыва. Делегат XXVI съезда КПСС.
Умер в 1994 году в Гомеле.

## Награды
- Орден Трудового Красного Знамени (1971, 1973)
- Орден Дружбы народов